# Wilhelm Egginger
Temple de la renommée allemand : 1988
Wilhelm Egginger (né le 6 avril 1912 à Garmisch-Partenkirchen, date de décès inconnu) est un joueur professionnel allemand de hockey sur glace.

## Carrière
Wilhelm Egginger fait toute sa carrière au SC Riessersee. Il est champion d'Allemagne en 1935, 1938, 1941, 1947 et 1950.
Wilhelm Egginger participe aux Jeux olympiques de 1936 où l'équipe d'Allemagne joue à Garmisch-Partenkirchen. Pendant le tournoi olympique, il réussit deux blanchissages consécutifs ; Rob Zepp le fera de nouveau lors du championnat du monde de hockey sur glace 2013. Il est également présent aux championnats du monde 1933, 1935, 1937, 1938 et 1939.